# Fußball-Ostasienmeisterschaft 2022
Die Fußball-Ostasienmeisterschaft 2022 (offiziell EAFF Football Championship 2022, aus Sponsorengründen auch EAFF E-1 Football Championship 2022 genannt) war die neunte Austragung des Turniers und fand vom 19. bis zum 27. Juli 2022 in Japan statt. Japan war zum vierten Mal Gastgeber der Endrunde.
Vier Mannschaften aus dem ostasiatischen Raum spielten um den Titel des Ostasienmeisters. Der Gastgeber aus Japan gewann zum fünften Mal das Turnier und setzte sich so gegen Titelverteidiger Südkorea, China und Hongkong durch.

## Austragungsort und Modus
Nachdem das Turnier 2021 aufgrund der Corona-Pandemie nicht wie geplant hatte ausgetragen werden können, wurde im Dezember 2021 die nächste Austragung für Juli 2022 in China bekanntgegeben. Wegen der Pandemie konnten die üblichen zwei Qualifikationsrunden nicht ausgespielt werden. Das Turnier bestand somit nur aus der Endrunde mit vier Mannschaften. Im April 2022 wurde die Endrunde neu nach Japan vergeben.
Neben den drei stärksten Verbänden der EAFF, China, Japan und Südkorea, sollte zunächst Nordkorea teilnehmen. Nordkorea zog sich allerdings zurück, sodass der vierte Platz an Hongkong ging, der Mannschaft mit der besten Platzierung in der FIFA-Weltrangliste von Ende März 2022.

## Endrunde
Das erste Spiel fand im Kashima Soccer Stadium in Kashima und die restlichen im Toyota-Stadion in Toyota (Japan) statt. Zeitangaben in Ortszeit (UTC+9).
Tabelle
| Pl. | Land     | Sp. | S | U | N | Tore    | Diff. | Punkte |
| --- | -------- | --- | - | - | - | ------- | ----- | ------ |
| 1.  | Japan    | 3   | 2 | 1 | 0 | 009:000 | +9    | 07     |
| 2.  | Südkorea | 3   | 2 | 0 | 1 | 006:300 | +3    | 06     |
| 3.  | China    | 3   | 1 | 1 | 1 | 001:300 | −2    | 04     |
| 4.  | Hongkong | 3   | 0 | 0 | 3 | 000:100 | −10   | 0      |

Spiele
| 19. und 20. Juli 2022, 19:20 Uhr und 19:00 Uhr |   |          |           |
| Japan                                          | – | Hongkong | 6:0 (4:0) |
| China                                          | – | Südkorea | 0:3 (0:1) |
| 24. Juli 2022, 16:00 Uhr und 19:20 Uhr         |   |          |           |
| Südkorea                                       | – | Hongkong | 3:0 (1:0) |
| Japan                                          | – | China    | 0:0       |
| 27. Juli 2022, 16:00 Uhr und 19:20 Uhr         |   |          |           |
| China                                          | – | Hongkong | 1:0 (0:0) |
| Japan                                          | – | Südkorea | 3:0 (0:0) |

Auszeichnungen
- Torschützenkönig der Endrunde wurden die beiden Japaner Yūki Sōma und Shūto Machino mit jeweils drei Toren.
- Der MVP-Award für den „besten Spieler“ wurde an den Japaner Yūki Sōma verliehen.